# Froser SV Anhalt 07
Froser SV Anhalt 047 is een Duitse voetbalclub uit Frose, Saksen-Anhalt.

## Geschiedenis
De club werd opgericht in 1907 als FC Anhalt 07 Frose. De club sloot zich aan bij de Midden-Duitse voetbalbond. Onder de naam VfB Anhalt 07 Frose speelde de club vanaf 1923 in de competitie van Elbe-Bode. Na twee seizoenen in de lagere middenmoot trok de club zich tijdens seizoen 1925/26 terug uit de competitie.
In 1943 werden de activiteiten gestaakt. Na de Tweede Wereldoorlog werd de club heropgericht als Grün-Weiß Frose. Later werd het BSG Lok Frose. In 1960 ging de club op in Lok Aschersleben.
In 1973 werd de club heropgericht als BSG Traktor Frose. Na de Duitse hereniging werd de naam in maart 1990 veranderd in het historische Froser SV Anhalt 07.